# Regierung Weah
Die Regierung Weah bildete vom 22. Januar 2018 bis zum 22. Januar 2024 die Regierung von Liberia. Sie wurde nach der Präsidentschaftswahl in Liberia 2017 durch den neuen Präsidenten George Weah gebildet. Sie löste die Regierung Sirleaf ab und wurde abgelöst von der Regierung Boakai um Joseph Boakai.

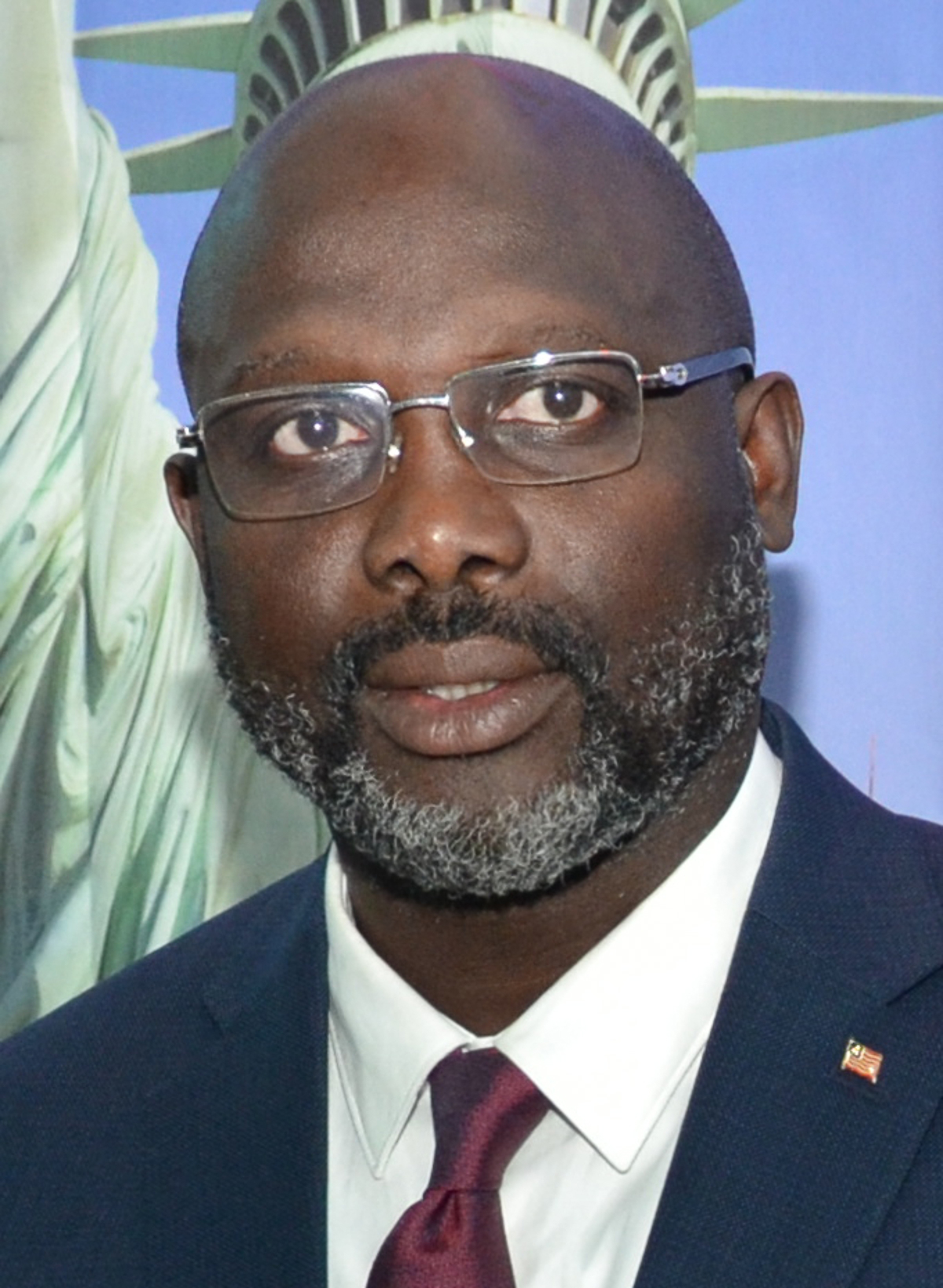
Präsident George Weah

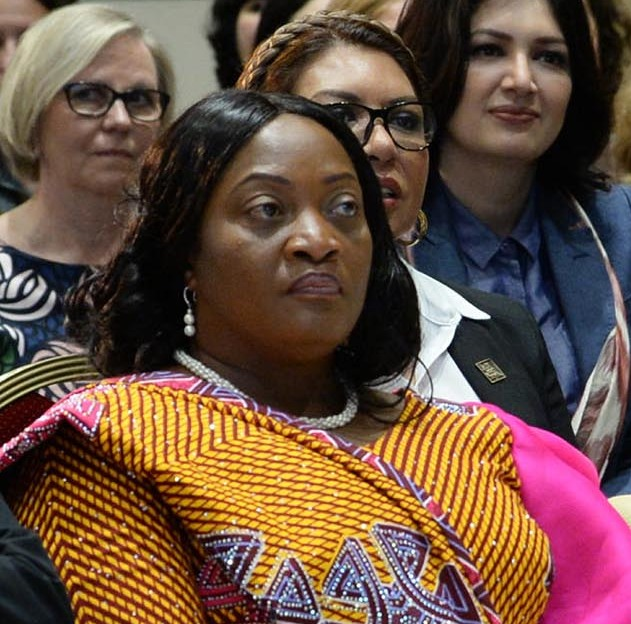
Vizepräsidentin Jewel Taylor

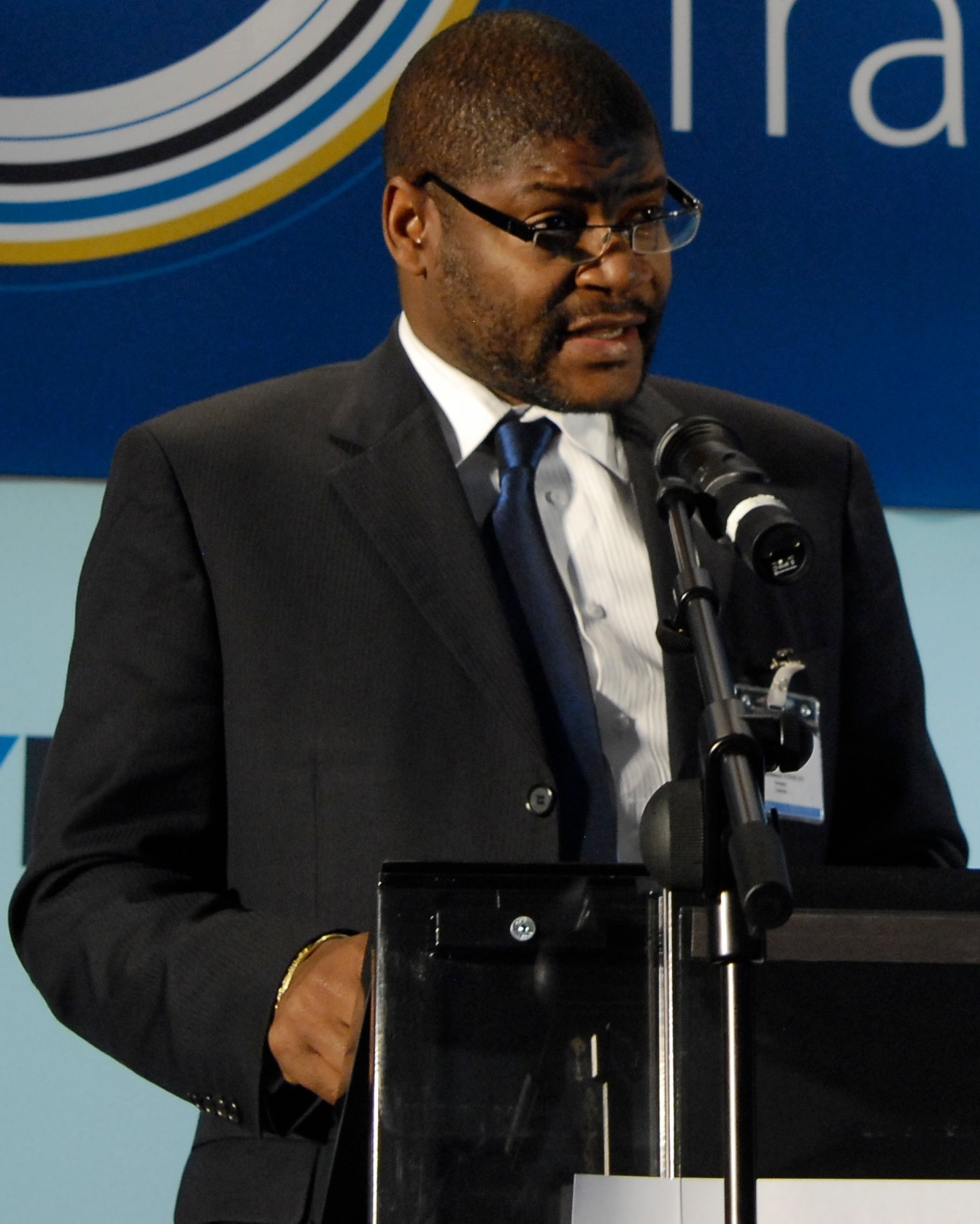
Außenminister Gbehzohngar Findley

## Kabinettsmitglieder
| Amt                                                    | Offizielle Bezeichnung                             | Amtsinhaber                  |
| ------------------------------------------------------ | -------------------------------------------------- | ---------------------------- |
| Präsident                                              | President                                          | George Weah                  |
| Vizepräsidentin                                        | Vice President                                     | Jewel Taylor                 |
| Außenminister                                          | Minister of Foreign Affairs                        | Gbehzohngar Milton Findley   |
| Finanzminister                                         | Minister of Finance                                | Samuel D. Tweh Jr.           |
| Justizminister und Generalstaatsanwalt                 | Minister of Justice and Attorney-General           | Musa F. Dean                 |
| Minister für nationale Verteidigung                    | Minister of National Defense                       | Daniel Dee Ziankahn          |
| Innenminister                                          | Minister of Internal Affairs                       | Varney A. Sirleaf            |
| Bildungsminister                                       | Minister of Education                              | Ansu Sonii                   |
| Minister für Post und Telekommunikation                | Minister of Posts and Telecommunications           | Cooper Kruah                 |
| Minister für öffentliche Arbeiten                      | Minister of Public Works                           | Mobutu Nyenpan               |
| Landwirtschaftsministerin                              | Minister of Agriculture                            | Jeanine M. Cooper            |
| Ministerin für Gesundheit und Soziales                 | Minister of Health and Social Welfare              | Williamina Jallah            |
| Minister für Information, Kultur und Tourismus         | Minister of Information, Culture, and Tourism      | Eugene Lenn Nagbe            |
| Minister für Land, Bergbau und Energie                 | Minister of Lands, Mines, and Energy               | Gesler E. Murray             |
| Minister für Handel und Industrie                      | Minister of Commerce and Industry                  | Wilson K. Tarpeh             |
| Arbeitsminister                                        | Minister of Labor                                  | Moses Y. Kollie              |
| Minister für Jugend und Sport                          | Minister of Youth and Sport                        | Dester Zeogar Wilson         |
| Verkehrsminister                                       | Minister of Transport                              | Samuel Wlue                  |
| Ministerin für Gleichstellung, Kinder und Sozialschutz | Minister of Gender, Children and Social Protection | Williametta Piso Saydee-Tarr |
| Staatsminister für Präsidentschaftsangelegenheiten     | Minister of State for Presidential Affairs         | Nathaniel F. McGill          |
| Staatsminister ohne Geschäftsbereich                   | Minister of State without Portfolio                | Trokon A. Kpui               |